# Eleição municipal de Várzea Paulista em 2012
A eleição municipal de Várzea Paulista em 2012 aconteceu em 7 de outubro de 2012 para eleger um prefeito, um vice-prefeito e 11 vereadores no município de Várzea Paulista, no Estado de São Paulo, no Brasil. O prefeito eleito foi Juvenal Rossi, doPV, com 56,29% dos votos válidos, sendo vitorioso logo no primeiro turno em disputa com três adversários, Luiz Antônio Raniero (Lula)  (PT), Junior Aprillanti  (PCdoB) e Clemente Manoel de Almeida  (PSDB). O Vice-prefeito eleito, na chapa de Rossi, foi Professor Rodolfo  (PSB). O pleito em Várzea Paulista foi parte das eleições municipais nas Unidades federativas do Brasil.
Para a Câmara Municipal de Várzea Paulista foram eleitos 11 vereadores. O candidato mais bem votado foi Silso das Neves  (PRB), que obteve 1.808 votos (2,27% dos votos válidos).

## Antecedentes
Na Eleição municipal de Várzea Paulista em 2008, Eduardo Tadeu Pereira, do PT, partido do qual é filiado desde 1983, foi reeleito com 64% dos votos válidos. Em segundo lugar, ficou o candidato Juvenal Rossi do PV. Eduardo já tinha sido eleito nas Eleições Municipais em 2004, onde recebeu 54,59% dos votos válidos.

## Eleitorado
Na eleição de 2012, estiveram aptos a votar 79.730 varzinos, que correspondem a 74,45% da população do município, se levado em conta estimativa do IBGE de 2010.

## Candidatos
Foram quatro candidatos à prefeitura em 2012: Juvenal Rossi do PV, Luiz Antonio Raniero (Lula) do PT, Junior Aprillanti do PCdoB e Clemente Manoel de Almeida do  PSDB.
| Candidato(a)               | Vice                    | Partido | Coligação                                                                          |
| -------------------------- | ----------------------- | ------- | ---------------------------------------------------------------------------------- |
| Juvenal Rossi              | Professor Rodolfo       | PV      | "COMPROMISSO COM UM FUTURO MELHOR" (PRB / PPS / PTC / PSB / PRP / PV)              |
| Luiz Antonio Raniero       | Luiz Ferreira da Silva  | PT      | "VÁRZEA SEGUINDO EM FRENTE" (PT / PDT / PTB / PMDB / PTN / PR / PTdob / PP / PSDC) |
| Junior Aprillanti          | Joyce Britto            | PCdoB   | "VÁRZEA PARA TODOS" (PSL / PHS / PSD / PCdoB)                                      |
| Clemente Manoel de Almeida | Osmar Donizeti da Silva | PSDB    | "VÁRZEA EM PRIMEIRO LUGAR" (DEM / PRTB / PSDB / PSC / PMN)                         |

## Campanha
O candidato do  PSDB Clemente Manoel de Almeida teve sua candidatura indeferida pelo Tribunal Regional Eleitoral. A decisão foi tomada depois que Ministério Público Eleitoral apresentou um recurso onde alega que a candidatura de Clemente é inelegível por causa de um processo de improbidade administrativa.
Segundo o MPE, quando Clemente era prefeito, em 2001, ele contratou um profissional que já era funcionário público. O candidato informou que irá viajar neste sábado (29) para São Paulo, para ter mais informações sobre o documento, e que vai apresentar o recurso no TSE.
Em relação ao processo, ele disse que não pode comentar, porque ainda não foi julgado.

## Resultados

### Prefeito
No dia 7 de outubro, Juvenal Rossi foi eleito com 56,29% dos votos válidos.
| Candidato(a)                      | Vice                          | 1º Turno 7 de outubro de 2012 | 1º Turno 7 de outubro de 2012 |
| Candidato(a)                      | Vice                          | Votação                       | Votação                       |
|                                   |                               | Total                         | Porcentagem                   |
| --------------------------------- | ----------------------------- | ----------------------------- | ----------------------------- |
| Juvenal Rossi (PV)                | Professor Rodolfo (PSB)       | 29.911                        | 56,29%                        |
| Luiz Antonio Raniero (PT)         | Luiz Ferreira da Silva (PTB)  | 18.009                        | 33,89%                        |
| Junior Aprillanti (PCdoB)         | Joyce Britto (PCdoB)          | 5.219                         | 9,82%                         |
| Clemente Manoel de Almeida (PSDB) | Osmar Donizeti da Silva (PSC) | 0                             | 0,00%                         |
| Total de votos válidos            | Total de votos válidos        | 53.139                        | 76,76%                        |
| Votos em branco                   | Votos em branco               | 3.809                         | 5,50%                         |
| Votos nulos                       | Votos nulos                   | 12.278                        | 17,74%                        |
| Total                             | Total                         | 79.730                        | 100%                          |
| Abstenções                        | Abstenções                    | 10.504                        | 13,17%                        |
| Votos apurados                    | Votos apurados                | 69.226                        | 86,83%                        |
| Total de eleitores                | Total de eleitores            | 79.730                        | 100%                          |

### Vereador
Dos quinze (15) vereadores candidatos, onze (11) foram eleitos e, desses, sete (7) vereadores foram reeleitos. O vereador mais votado foi Silso das Neves (PRB), que teve 1.808 votos.
O PT é o partido com o maior número de vereadores eleitos (4), seguido por PRB, PV, PRTB, PRP e PTB.
| Resultado da eleição para a Câmara Municipal de Várzea Paulista em 2012 por candidato | Resultado da eleição para a Câmara Municipal de Várzea Paulista em 2012 por candidato | Resultado da eleição para a Câmara Municipal de Várzea Paulista em 2012 por candidato | Resultado da eleição para a Câmara Municipal de Várzea Paulista em 2012 por candidato | Resultado da eleição para a Câmara Municipal de Várzea Paulista em 2012 por candidato | Resultado da eleição para a Câmara Municipal de Várzea Paulista em 2012 por candidato |
| Candidato                                                                             | Número                                                                                | Partido                                                                               | Votos                                                                                 | Porcentagem                                                                           |                                                                                       |
| ------------------------------------------------------------------------------------- | ------------------------------------------------------------------------------------- | ------------------------------------------------------------------------------------- | ------------------------------------------------------------------------------------- | ------------------------------------------------------------------------------------- | ------------------------------------------------------------------------------------- |
| Silso das Neves                                                                       | 10777                                                                                 | PRB                                                                                   | 1.808                                                                                 | 2,92%                                                                                 |                                                                                       |
| Ivan Luiz Sada                                                                        | 23456                                                                                 | PRB                                                                                   | 1.783                                                                                 | 2,88%                                                                                 |                                                                                       |
| Mauro Aparecido da Silva                                                              | 43456                                                                                 | PV                                                                                    | 1.711                                                                                 | 2,76%                                                                                 |                                                                                       |
| Silas Zafani                                                                          | 14123                                                                                 | PTB                                                                                   | 1.531                                                                                 | 2,47%                                                                                 |                                                                                       |
| Emerson Afonso                                                                        | 40123                                                                                 | PSB                                                                                   | 1.519                                                                                 | 2,45%                                                                                 |                                                                                       |
| Sueli Ortiz                                                                           | 13222                                                                                 | PT                                                                                    | 1.491                                                                                 | 2,41%                                                                                 |                                                                                       |
| Juarez Gilberto Cardoso                                                               | 13199                                                                                 | PT                                                                                    | 1.212                                                                                 | 1,96%                                                                                 |                                                                                       |
| Valdilene Marina de Oliveira Silva                                                    | 43580                                                                                 | PV                                                                                    | 1.165                                                                                 | 1,88%                                                                                 |                                                                                       |
| Demercio de Almeida                                                                   | 13333                                                                                 | PT                                                                                    | 1.165                                                                                 | 1,88%                                                                                 |                                                                                       |
| Luciano Braz de Marques                                                               | 13123                                                                                 | PT                                                                                    | 1.158                                                                                 | 1,87%                                                                                 |                                                                                       |
| Paulo Roberto de Almeida                                                              | 13113                                                                                 | PT                                                                                    | 1.144                                                                                 | 1,85%                                                                                 |                                                                                       |
| Josué da Silva Ramiro                                                                 | 28900                                                                                 | DEM                                                                                   | 985                                                                                   | 1,59%                                                                                 |                                                                                       |
| Claudemir Santos Gonçalves                                                            | 44444                                                                                 | PV                                                                                    | 907                                                                                   | 1,46%                                                                                 |                                                                                       |
| Osmar Pereira                                                                         | 27123                                                                                 | PTB                                                                                   | 902                                                                                   | 1,46%                                                                                 |                                                                                       |
| Sulinar José de Oliveira                                                              | 65888                                                                                 | PR                                                                                    | 830                                                                                   | 1,34%                                                                                 |                                                                                       |

| Votos nominais   | Votos nominais   | 56.483 | 91,19% |
| Votos em legenda | Votos em legenda | 5.459  | 8,81%  |
| Votos válidos    | Votos válidos    | 61.942 | 89,48% |
| Votos nulos      | Votos nulos      | 2.910  | 4,20%  |
| Votos em branco  | Votos em branco  | 4.374  | 6,32%  |
| Total            | Total            | 79.730 | 100%   |
| ---------------- | ---------------- | ------ | ------ |